# Nahamm Kim
Nahamm Kim (* 24. April 1969 in Busan, Südkorea) ist eine deutsche evangelische Theologin mit koreanischen Wurzeln mit einem Lehrstuhl für Praktische Theologie an der Evangelischen Hochschule Tabor in Marburg.

## Leben
Nahamm Kim wuchs in Südkorea auf und kam 1977 aufgrund eines theologischen Aufbaustudiums ihres Vaters nach Hamm, Nordrhein-Westfalen. Dort verbrachte sie bis 1980 ihre Grundschulzeit und die ersten Jahre am Gymnasium, bis die Familie 1983 wieder nach Korea zurückkehrte. Kim studierte, wie auch ihre jüngere Schwester Mihamm Kim-Rauchholz, Evangelische Theologie in Seoul und ab 1992 wieder in Deutschland in Heidelberg und Tübingen. Im Jahr 2003 promovierte sie in Heidelberg mit der Dissertation über Schöpferisches Leiden: die theologische Beurteilung des Leidens in der Seelsorge von Erich Schick. Danach war sie bis 2006 als Mentorin und Dozentin für Praktische Theologie am Theologischen Seminar der Liebenzeller Mission beschäftigt. Von 2006 bis 2008 hatte sie einen Lehrstuhl für Praktische Theologie an der Soongshil University (Korea) und ist seit 2009 Professorin für Praktische Theologie an der Evangelischen Hochschule Tabor.
Sie arbeitet in vielen Gremien mit und hält Mitgliedschaften beim Ökumenischen Verein zur Förderung der Predigt, dem Arbeitskreis für Diversity der Deutschen Gesellschaft für Pastoralpsychologie, der Korean Association of Christian Counseling and Psychotherapy (KACCP), wo sie zwischen 2007 und 2010 auch zum wissenschaftlichen Beirat zählte. Ferner der Korean Association of Christian Counselors (KAPC), der The Korea Society of Mission Studies (KSMS) und der Korean Society of Practical Theology (KSPTh), hier auch als Mitglied im wissenschaftlichen Beirat sowie bei der International Academy of Practical Theology. Kim arbeitete bei Forschungsprojekten wie dem interdisziplinären Forschungsprojekt „Gebet“ (2009 bis 2014), dem Projekt „Die theologische Beurteilung des Leidens in der Seelsorgelehre von Erich Schick“ (2009 bis 2011), dem Projekt „Über den Zusammenhang von kultureller Werteorientierung, Gender und Umgang mit Aggression innerhalb des koreanischen Familiensystems: Eine ethnopsychologische Analyse“ (ab 2015), am Projekt „Milieusensible Kommunikation des Evangeliums“ in Zusammenarbeit mit dem Tangens-Institut für Kulturhermeneutik und Lebensweltforschung der Evangelischen Hochschule Tabor (2016 bis 2018) und am Forschungsprojekt „Meine Fremdheit. Deine Fremdheit. Unsere Zukunft? Seelsorge und Beratung zwischen Abwehr und Faszination“ in Zusammenarbeit mit der Deutschen Gesellschaft für Pastoralpsychologie (2017 bis 2018) mit. Seit 2024 ist sie Dozentin der Internationalen Hochschule Liebenzell beim Masterstudiengang „Theologie-Gemeinde-Weltchristenheit“ mit dem Kurs „Seelsorge als Lebensbegleitung“.
Ferner engagiert sie sich beim Spring-Festival, im Beirat des Vereins Bärenstark, und als Referentin und Rednerin bei christlichen Veranstaltungen.

## Veröffentlichungen
- Schöpferisches Leiden: die theologische Beurteilung des Leidens in der Seelsorge von Erich Schick (Dissertation, Universität Heidelberg, 2003).
- Eine geschichtliche Studie über das Verständnis vom Leiden. In: The Quartely of the Korea Theological Study Institute, Vol. 132 (März 2006), S. 109–130.
- Leiden als Opfer. Zur christozentrischen Leidensvorstellung in der Seelsorgelehre von Erich Schick. In: Theologische Beiträge, 37. Jg. (Juni 2006), S. 131–146.[11]
- Die seelsorgerliche Perspektive der Erweckungsbewegung in Pyongyang als Frucht der ersten Missionsarbeit in Korea. In: Theology of Mission, Vol. 16 (Nov. 2007), S. 327–346.
- Das Verständnis vom Menschen in der christlichen Seelsorge. In: Korean Journal of Christian Counseling, Vol. 14 (Nov. 2007), S. 11–28.
- Eine Studie über das Wesen der christlichen Seelsorge. In: The Quartely of the Korea Theological Study Institute, Vol. 138 (Sep. 2007), S. 225–246.
- Christliche Beratung zwischen Psychologie und Seelsorge. In: Theology and Praxis, Vol. 14 (Febr. 2008), S. 141–166.
- mit Christiane Rösel (Hrsg.): Lebensworte: Wenn Gott mein Herz berührt, Verlag Bibellesebund, Marienheide 2012, ISBN 978-3-87982-969-9.
- Sind dankbare Menschen glücklicher? Zur Dankbarkeitsstudie in: Joyce special, Sonderheft 2013, S. 51–61.
- Kultursensible Kompetenz in der personalen Kommunikation des Evangeliums. In: Heinzpeter Hempelmann, Benjamin Schließer, Corinna Schubert, Patrick Todjeras, Markus Weimer (Hrsg.): Handbuch Milieusensible Kommunikation des Evangeliums. Reflexionen, Dimensionen, praktische Umsetzungen (Kirche und Milieu; Bd. 4), Vandenhoeck & Ruprecht, Göttingen 2019, ISBN 978-3-525-70277-2.